# The Turn in the Road

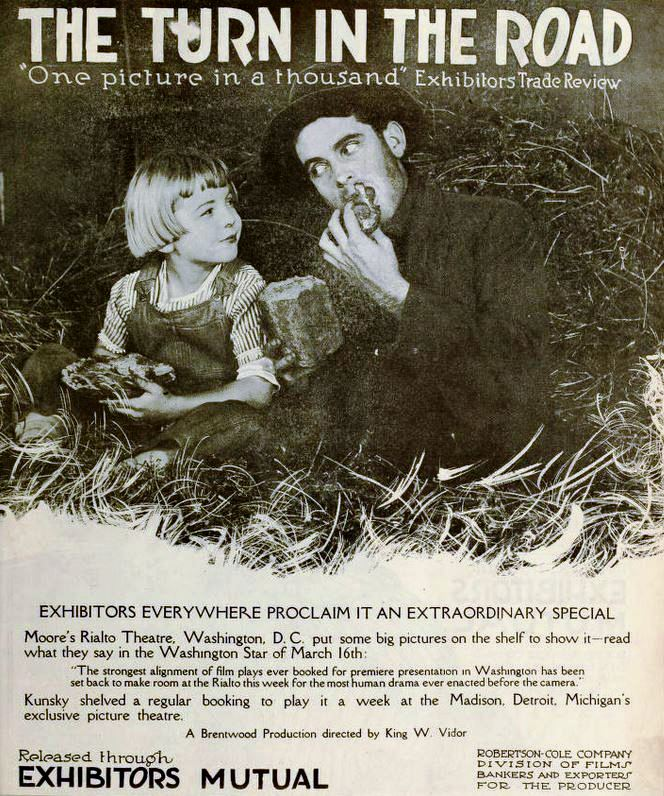
Cena de The Turn in the Road (1919), com Lloyd Hughes e o ator infantil Ben Alexander.

The Turn in the Road é um filme de drama mudo norte-americano de 1919, dirigido por King Vidor e foi seu primeiro longa-metragem. O estado de conservação do filme é classificado como desconhecido, o que sugere ser um filme perdido.

## Elenco
- George Nichols - Hamilton Perry
- Lloyd Hughes - Paul Perry
- Winter Hall - Reverendo Matthew Barker
- Helen Jerome Eddy - Jane Barker
- Pauline Curley - Evelyn Barker
- Ben Alexander[2] - Bob
- Charles Arling